# 大和市立つきみ野中学校
大和市立つきみ野中学校（やまとしりつ つきみのちゅうがっこう）は、神奈川県大和市にある公立中学校。通称は「つき中」（つきちゅう）。

## 沿革
- 1971年 - 創立（開校記念日は5月22日）
- 1974年 - 校歌制定
- 1975年 - 校章制定
- 1990年 - 新図書館完成・移設、PC教室完成
- 1997年 - 耐震補強工事完了
- 2010年 - 野球部、第35回関東大会優勝・全国大会出場（倉敷マスカット球場）
- 2011年 - 体育館耐震化に伴う立て替え工事完了
- 2014年 - 校舎大改修
- 2020年 - 創立50周年記念式典

## 教育目標
- 「健康・自主・知性」
- めざす生徒像：「豊かな心」と「はつらつと生きる力」を持った生徒

## 進学前小学校
- 大和市立北大和小学校
- 大和市立緑野小学校（一部は大和市立南林間中学校へ）
- 大和市立中央林間小学校

## 所在地
- 神奈川県大和市つきみ野3-5-1

## 校歌
- 「さかえあれわれらの大和市立つきみ野中学校」
- 作詞 江間章子
- 作曲 團伊玖磨

## 主な出身者
- 川澄奈穂美[1] - 女子サッカー選手。
- 本田仁海[2][3] - プロ野球選手、オリックス・バファローズ。
- 下野淳[4] - プロサッカー選手。
- エバース 町田和樹[5] - お笑い芸人。

## 交通アクセス
- 東急田園都市線 つきみ野駅下車

## 進路
進学先公立高等学校としては、旧大和座間綾瀬学区に立地する高校および東急田園都市線、小田急江ノ島線沿線の高校が想定される。
- 旧大和座間綾瀬学区に立地
  - 神奈川県立大和高等学校
  - 神奈川県立大和南高等学校
  - 神奈川県立大和東高等学校
  - 神奈川県立大和西高等学校
  - 神奈川県立座間高等学校
  - 神奈川県立座間総合高等学校
  - 神奈川県立綾瀬高等学校
  - 神奈川県立綾瀬西高等学校

- 東急田園都市線沿線（徒歩圏）
  - 神奈川県立市ヶ尾高等学校

- 小田急江ノ島線沿線（徒歩圏）
  - 神奈川県立相模大野高等学校
  - 神奈川県立神奈川総合産業高等学校
  - 神奈川県立藤沢総合高等学校
  - 神奈川県立湘南台高等学校
  - 神奈川県立湘南高等学校